# Blumenkind

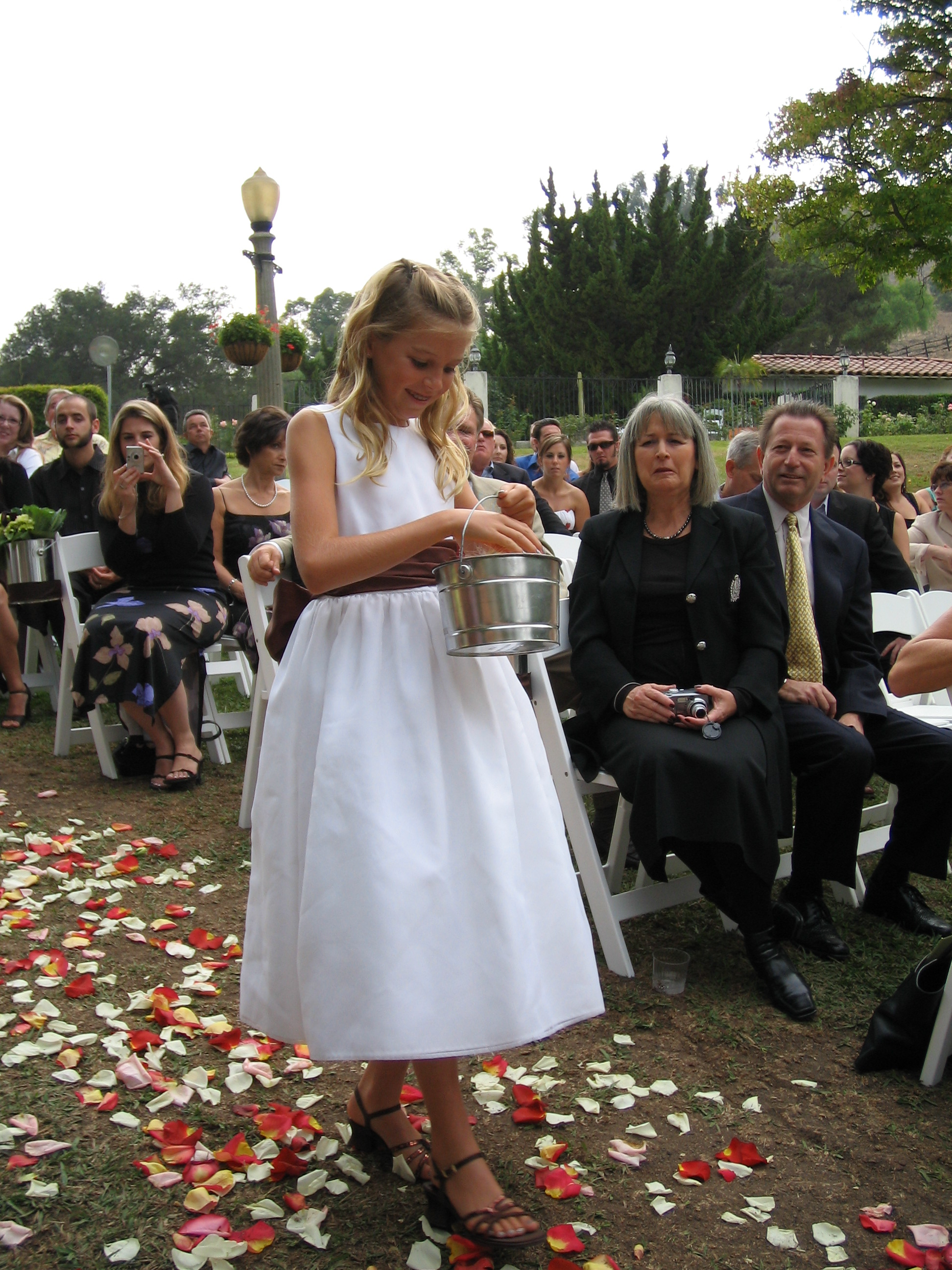
Ein Blumenkind

Ein Blumenkind (in manchen Teilen Deutschlands Streuengel genannt) ist ein Kind, das anlässlich einer Hochzeitsfeier vor dem Brautpaar beim Auszug aus der Kirche Blumen streut. 
Auf dem Weg aus der Kirche heraus – bei einigen Brautpaaren auch auf dem Weg zum Traualtar – streuen ein oder zwei kleinere Kinder – meist im Alter zwischen 3 und 10 Jahren – kleine Streublumen, sodass das Brautpaar auf einem bunten „Blumenteppich“ schreitet. In manchen Kirchen mit empfindlichen Fußböden ist das Blumenstreuen nicht erlaubt. Seit den 1970er Jahren begleiten die Blumenkinder das Brautpaar auch beim Auszug aus dem Standesamt, wenn nicht kirchlich geheiratet wird.
Mädchen tragen zu diesem Anlass festliche Kleider, die sich nach dem Stil des Brautkleides richten können. Auch Jungen werden festlich gekleidet. Die Streublumen befinden sich in einem kleinen Körbchen, das die Kinder tragen. 
Das Streuen von Blumen ist ein alter heidnischer Brauch. Durch den Duft der Blüten sollen die Fruchtbarkeitsgötter auf das Brautpaar aufmerksam werden und für reichen Kindersegen sorgen. 

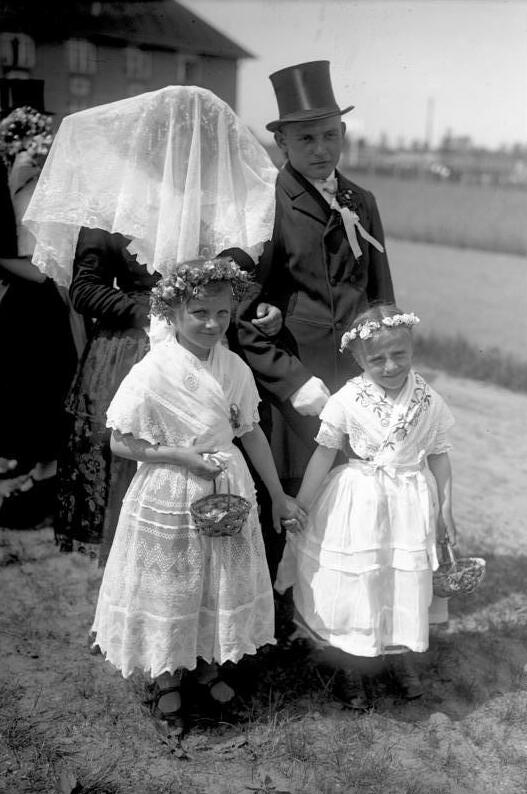
Historische Aufnahme eines Brautpaares mit Blumenkindern
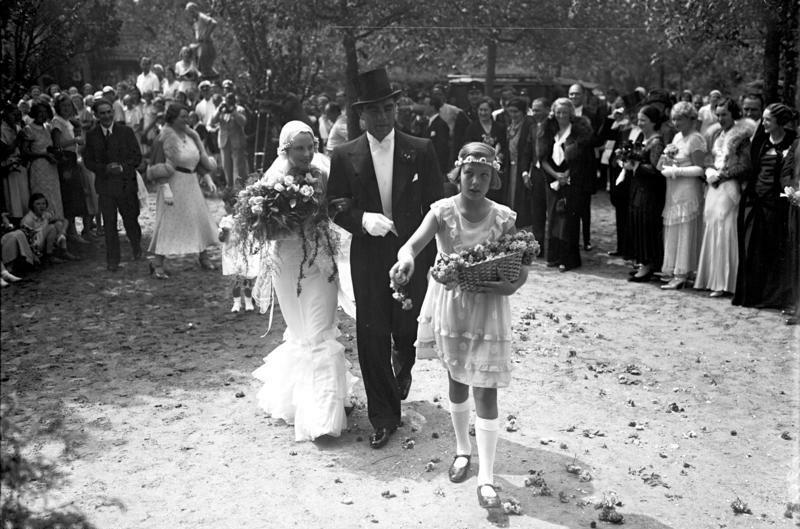
Brautpaar Max Schmeling und Anny Ondra mit Blumenkind